# August Lenz
August Lenz (Dortmund, 29 novembre 1910 – Dortmund, 5 dicembre 1988) è stato un calciatore tedesco, di ruolo attaccante.